# Medalla d'Or Lomonóssov
La Medalla Lomonósov, anomenada així en honor del científic i polimàtic rus Mikhaïl Lomonóssov és un guardó concedit anualment des de 1959 pels avenços en les Ciències naturals i les Humanitats, primer per l'Acadèmia Soviètica de Ciències i després per l'Acadèmia Russa de les Ciències. Anualment es concedeixen dues medalles, una a un rus i l'altra a un científic estranger. Es tracta del guardó més alt de l'Acadèmia Russa.

## Receptors de la Medalla Lomonóssov
1959
 Piotr Leonídovitx Kapitsa, pels seus treballs en física de baixes temperatures
1961
 Aleksandr Nesmeiànov, química
1963
 Sin-Itiro Tomonaga (membre de l'Acadèmia Japonesa de Ciències, president del Consell Científic del Japó), per les seves substancials contribucions científiques en el desenvolupament de la física
 Hideki Yukawa (membre de l'Acadèmia Japonesa de Ciències, director de l'Institut d'Investigacions Bàsiques de la Universitat de Kyoto), per les seus mèrits en el desenvolupament de la física teòrica
1964
 Sir Howard Walter Florey (president de la Royal Society britànica), medicina
1965
 Nikolai Belov, cristal·lografia
1967
 Ígor Tamm, teoria de partícules elementals i d'altres dominis de la física teòrica
 Sir Cecil Frank Powell (membre de la Royal Society britànica), física de partícules elementals
1968
 Vladímir Enguelgardt, bioquímica i biologia molecular
 István Rusznyák (president de l'Acadèmia de Ciències d'Hongria), medicina
1969
 Nikolai Semiónov: física i química.
 Giulio Natta, química de polímers

### Dècada de 1970
1970
 Ivan Vinogràdov, matemàtic
 Arnaud Denjoy (membre de l'Acadèmia Francesa), matemàtic
1971
 Víktor Ambartsumian, astronomia i astrofísica
 Hannes Alfvén (membre de la Reial Acadèmia de Ciències d'Estocolm), física de plasma i astrofísica
1972
 Nikoloz Muskhelixvili, matemàtica i mecànica
 Max Steenbeck (membre de l'Acadèmia de Ciències de la República Democràtica Alemanya), física de plasma i física aplicada
1973
 Aleksandr Vinogràdov, geoquímica
 Vladimír Zoubek (membre de l'Acadèmia Txecoslovaca de Ciències), geologia
1974
 Aleksandr Tsélikov, metal·lúrgia i tecnologia de metalls
 Ànguel Bàlevski (membre de l'Acadèmia Bulgara de Ciències), metal·lúrgia i tecnologia de metalls
1975
 Mstislav Kéldix, matemàtic, mecànica i estudis espacials
 Maurice Roy (membre de l'Acadèmia Francesa), mecànica i les seves aplicacions
1976
 Semió Volfkóvitx, química, tecnologia del fòsfor, desenvolupament de funcions científiques de quimicalització de l'agricultura soviètica
 Max Steenbeck (membre de l'Acadèmia de Ciències de la República Democràtica Alemanya), química, tecnologia de fibres artificials
1977
 Mikhaïl Lavréntiev, matemàtica i mecànica
 Linus Carl Pauling (membre de l'Acadèmia Nacional de Ciències dels Estats Units), química i bioquímica
1978
 Anatoli Petróvitx Aleksàndrov, ciència i tecnologia nuclear
 Alexander Robertus Todd (president de la Royal Society britànica), química orgànica
1979
 Aleksandr Oparin, bioquímica
 Béla Szőkefalvi-Nagy (membre de l'Acadèmia de Ciències d'Hongria), matemàtica

### Dècada de 1980
1980
 Borís Paton, metal·lúrgia i tecnologia de metalls
 Jaroslav Kožešník (membre de l'Acadèmia Txecoslovaca de Ciències), matemàtica aplicada i mecànica
1981
 Vladímir Kotélnikov, enginyeria electrònica
 Pavle Savić (membre de l'Acadèmia Sèrbia de Ciències i Arts), química i física
1982
 Iuli Khariton, física
 Dorothy Crowfoot Hodgkin (membre de la Royal Society britànica), bioquímica i química de cristalls
1983
 Andrei Kursànov, fisiologia i bioquímica vegetal
 Abdus Salam, física
1984
 Nikolai Bogoliúbov, matemàtica i física teòrica
 Rudolf Mössbauer, física
1985
 Mikhaïl Sadovski, geologia i geofísica
 Guillermo Haro, astrofísica
1986
 Sviatoslav Fiódorov, oftalmologia i microcirugia ocular
 Josef Řiman (membre de l'Acadèmia Txecoslovaca de Ciències), bioquímica
1987
 Aleksandr Mikhàilovitx Prókhorov, física
 John Bardeen, física
1988
 Serguei Sóbolev, matemàtica (concedit a títol pòstum)
 Jean Leray, matemàtica
1989
 Nikolai Bàssov, física
 Hans Bethe, física

### Dècada de 1990
1993
 Dmitri Likhatxov, humanitats
 John Kenneth Galbraith, economia i ciències socials
1994
 Nikolai Kotxetkov, química de carbohidrats i síntesi orgànica
 James D. Watson, biologia molecular
1995
 Vitali Guínzburg, física teòrica i astrofísica
 Anatole Abragam, física de l'estat condensat i mètodes d'estudi en física nuclear
1996
 Nikolai Krassovski, teoria matemàtica de control i teoria del joc
 Friedrich Hirzebruch, geometria i topologia algebraica
1997
 Borís Sokolov, estudis de la biosfera de la Terra, descobriment del sistema geològic Wend, treballs clàssics en coralls fòssils
 Frank Press, física de la Terra sòlida
1998
 Aleksandr Soljenitsin, literatura, filologia i història russa
 Yosikazu Nakamura, eslavista dedicat a la popularització de la literatura i la cultura russa al Japó
1999
 Valentín Ianin, estudis arqueològics de la Russa medieval
 Michael Müller-Wille, estudis de les relacions exteriors de la Russa medieval primerenca

### Dècada de 2000
2000
 Andrei Víktorovitx Gapónov-Grékhov, electrodinàmica, física del plasma, electrònica física
 Charles Hard Townes, electrònica quàntica, màser i làser
2001
 Aleksandr Spirin, estudis sobre l'estructura d'àcids nucleics i funcions dels ribosomes
 Alexander Rich, estudis sobre l'estructura d'àcids nucleics i funcions dels ribosomes
2002
 Olga Ladíjenskaia, matemàtica
 Lennart Carleson, matemàtica
2003
 Ievgueni Txàzov, cardiologia
 Alexander Rich, cardiologia
2004
 Guri Martxuk, creació de nous models i mètodes de solució de física nuclear de reactors, estudis atmosfèrics i física oceànica
 Edward N. Lorenz, teoria de la circulació general de l'atmosfera, teoria d'atractors caòtics de sistemes dissipats
2005
 Iuri Ossipian, física de l'estat sòlid
 Sir Peter Hirsch (membre de la Royal Society britànica), física de l'estat sòlid
2006
 Nikolai Laverov, geologia i geofísica
 Rodney Charles Ewing, cicle de combustible nuclear, maneig de residus nuclears
2007
 Andrei Zalizniak, lingüista
 Simon Franklin, pels seus estudis sobre la història i cultura russa
2008
 Ievgueni Primakov, ciències socials
 Hélène Carrère d'Encausse, (membre de l'Acadèmia Francesa), pels seus estudis sobre els processos polítics i socials durant els períodes soviètic i post-soviètic de Rússia
2009
 Vadim Ivanov, desenvolupament de la química bioorgànica
 Ryōji Noyori, desenvolupament de la química bioorgànica i la síntesi asimètrica catalíctica

### Dècada de 2010
2010
 Spartak Beliàiev, física
 Gerardus 't Hooft, física
2011
 Vladímir Tartakovski, per la seva destacada contribució al desenvolupament de la química tècnica, química orgànica i industrial
 Roald Hoffmann per la seva destacada contribució al desenvolupament de la "química teòrica aplicada" i la creació de models d'estructura generalitzada i reactivitat de molècules.
2012
 Gleb Dobrovolski - per la seva destacada contribució en el camp de la ciència del sòl.
 Richard W. Arnold - per la seva destacada contribució al desenvolupament de la ciència teòrica i aplicada del sòl i la creació de models de comportament dels sòls en els diferents paisatges del món.
2013
 Ludvig Faddéiev - per les seves excel·lents contribucions a la teoria quàntica de camps i la teoria de les partícules elementals
 Peter Lax - per la seva destacada contribució la teoria hidrodinàmica de solitons.
2014
 Anatoli Derevianko - per la seva destacada contribució al desenvolupament d'un nou concepte científic fonamental de la formació del tipus físic modern de l'home i la seva cultura.
 Svante Pääbo - pels seus èxits destacats en el camp de l'arqueologia i la paleogenètica.
2015
 Leonid Kéldix - per les seves excel·lents contribucions a la física dels fenòmens de túnels, inclòs l'efecte túnel en semiconductors i la seva relació amb els espectres electrònics i de vibració del cristall, l'obertura de la modificació túnel dels espectres d'absorció òptica, ionització de túnel d'àtoms, molècules i matèria condensada per camps òptics làser de gran abast
 Paul Corkum - per la seva contribució a la física ultraràpida, inclòs l'interval d'attosegons, i els processos d'interferometria de les funcions d'ona d'electrons en els àtoms i molècules amb resolució espacial i temporal sense precedents.
2016
 Dmitrii Knorre - per la seva destacada contribució en el camp de la química dels àcids nucleics, la modificació de l'afinitat dels biopolímers, convertint-se en les àrees més importants de farmacologia-àcids nucleics terapèutics i en el desenvolupament de tècniques de teràpia gènica.
 Sidney Altman - per la seva destacada contribució en el camp de la bioquímica dels àcids nucleics, el descobriment de l'activitat catalítica dels àcids nucleics i la creació de noves substàncies biològicament actives.
2017
 Iuri Oganessian - per la investigació fonamental en el camp de la interacció de nuclis complexos i la confirmació experimental de la hipòtesi de l'existència d'"illes d'estabilitat" d'elements superpesants.
 Björn Jonson - pels treballs de caràcter fonamental, que són d'importància fonamental per a l'estudi de l'estructura nuclear i l'estabilitat nuclear dels nuclis més lleugers exòtics als límits de l'estabilitat del nucleó.
2018
 Joseph Isaevitx Gitelzon - per a la justificació i el desenvolupament de la direcció ecològica de la biofísica, que ha aconseguit uns resultats fonamentals i pràctics destacats, especialment en estudis de bioluminiscència marina i de laboratori.
 Martin Chalfie: per desenvolupar nous mètodes d'anàlisi bioluminiscent mitjançant la proteïna luminescent GFP.